# Campionato sudamericano femminile di pallavolo 1989
Il XVIII campionato sudamericano femminile di pallavolo si è svolto nel 1989 a Curitiba, in Brasile. Al torneo hanno partecipato 6 squadre nazionali sudamericane e la vittoria finale è andata per l'undicesima volta, la quarta consecutiva, al Perù.

## Squadre partecipanti
- Argentina
- Brasile
- Paraguay
- Perù
- Uruguay
- Venezuela

## Classifica finale
| Classifica | Squadre   |
| ---------- | --------- |
|            | Perù      |
|            | Brasile   |
|            | Argentina |
| 4          | Venezuela |
| 5          | Paraguay  |
| 6          | Uruguay   |